# Melonik

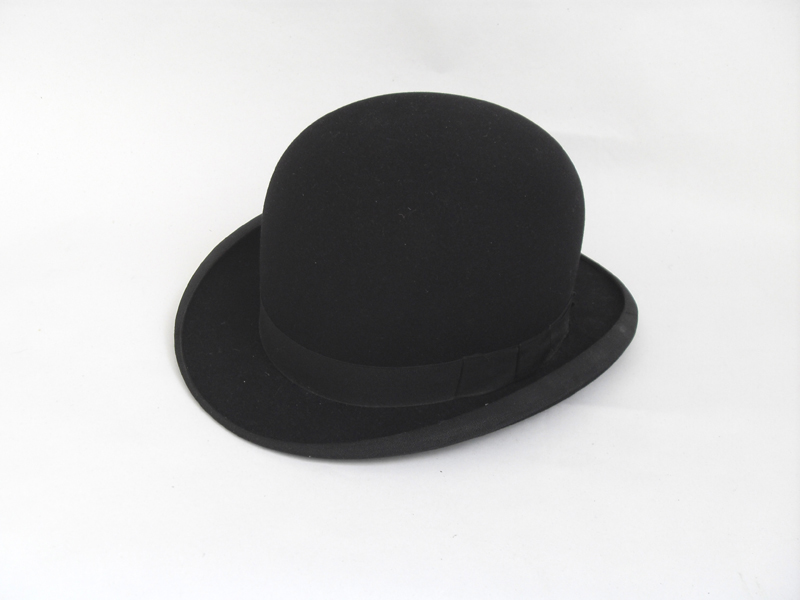
Melonik

Melonik – rodzaj męskiego nakrycia głowy, kapelusz z niewielkim rondem o podwiniętej do góry krawędzi i wypukłym półkulistym (podobnym do połówki melona) denkiem. Niemiecka nazwa takiego kapelusza (Melone), podobnie jak francuska (chapeau melon) oraz jeszcze w kilku innych językach także nawiązuje do podobieństwa do tego owocu.
Meloniki zaczęto nosić w połowie XIX wieku. W początkach XX wieku kapelusze tego rodzaju nosili agenci tajnej policji w Imperium Rosyjskim. W przeszłości czarny melonik był niemal nieodzownym elementem stroju urzędników londyńskiego finansowo-handlowego „City”. Meloniki noszone są także przez boliwijskie kobiety, zwłaszcza  andyjskie Indianki. Rysunkowy profesor Filutek, bohater „przekrojowej” serii przygód autorstwa Zbigniewa Lengrena również nosił czarny melonik. Mężczyzna w meloniku jest także częstym motywem obrazów belgijskiego surrealisty, Renégo Magritte'a (np. Mężczyzna w meloniku, Syn człowieczy, Tajemnice horyzontu, Golconda).